# Пий VII
Пий VII (лат. Pius PP. VII; в миру Грегорио Луиджи Барнаба Кьярамонти, итал. Gregorio Luigi Barnaba Chiaramonti; 14 августа 1742[…], Чезена, Папская область — 20 августа 1823[…], Рим) — папа римский с 14 марта 1800 года по 20 августа 1823 года.

## Ранние годы
Барнаба, граф Кьярамонти, родился 14 августа 1742 года в Чезене, в семье графа Сципиона Кьярамонти и его жены, Джованны, дочери маркиза Гини. По матери он был родственником папы Пия VI. Двое его братьев были иезуитами, двое других — капуцинами, а мать, овдовев, стала кармелиткой. Барнаба вступил в орден св. Бенедикта в 1756 году в аббатстве Санта-Мария-дель-Монте, где принял имя Григория. Учился в Падуе, Парме и Риме. В 1776 году Пий VI назначил 34-летнего Григория почётным настоятелем (in commendam) монастыря Сант-Ансельмо в Риме. В декабре 1782 году он был назначен епископом Тиволи, в 1785 году получил кардинальскую шапку и епархию Имолы.
Когда французская революционная армия вторглась в Италию в 1797 году, кардинал Кьярамонти проявил умеренность и подчинился властям созданной Цизальпинской Республики. В рождественской проповеди он заявил, что нет никакого противоречия между демократической формой правления и тем, чтобы быть добрым католиком:
Христианская добродетель делает людей демократами... равенство — идея не философов, но Христа ... и я не верю, что католическая религия против демократии.

## Избрание
После смерти Пия VI конклав собрался в Венеции, в соответствии с предсмертным решением папы. 30 ноября 1799 года в венецианском монастыре Сан-Джорджо-Маджоре открылся конклав, на котором присутствовали 35 кардиналов. Председательствовал на конклаве выдающийся юрист кардинал-дьякон Эрколе Консальви, который позднее как статс-секретарь сыграл не последнюю роль в поддержании авторитета апостольской столицы. Было три основных кандидата, двое из которых оказались неприемлемыми для Габсбургов, чей ставленник, Алессандро Маттеи, тоже не смог получить достаточного количества голосов. После трёх месяцев споров кардинал Мори предложил Кьярамонти в качестве компромиссного кандидата. 14 марта 1800 года Кьярамонти был избран папой и взял имя Пий VII. 21 марта 1800 года он был коронован в Венеции, а затем взошёл на борт небольшого австрийского корабля «Беллона», который через двенадцать дней доставил его в Пезаро. 3 июля новый папа торжественно вошёл в Рим.

## Папство

### Отношения с Наполеоном

Пий VII присутствует на коронации Наполеона I

15 июля 1801 года Пий VII подписал с Наполеоном конкордат, который в XIX и даже в XX веке служил образцом для других договоров, заключённых апостольской столицей со многими странами Европы и Латинской Америки. Основные условия конкордата между Францией и папой включали:
- Провозглашение «католицизма религией большинства французов», однако католицизм не считался официальной религией и сохранялась религиозная свобода, в частности, протестантов.
- Папа имел право смещать епископов, однако возводило их в сан французское правительство.
- Государство оплачивает церковные затраты, а духовенство даёт клятву верности государству.
- Церковь отказалась от всех претензий на церковные земли, отнятые у неё после 1790 года.

В 1804 году папа приехал в Париж на ритуал коронации Наполеона. Однако не папа, а лично сам император короновал себя и свою супругу Жозефину.
В 1805 году Пий VII вопреки воле Наполеона вернулся в Рим. С этого времени возросло напряжение между папой и императором, который считал, что папское государство является его леном и он может распоряжаться церковным имуществом по своему усмотрению.
В 1808 году французские войска вновь заняли Рим. В 1809 году император присоединил папское государство к Франции, а Рим объявил свободным городом. Папа осудил «грабителей наследства святого Петра», не называя, однако, имени императора. 5 июля 1809 года французские военные власти вывезли папу в Савону, а затем — в Фонтенбло под Парижем. На Пия VII оказывали давление с целью заставить его отказаться от папского государства, и вскоре он подчинился императорской власти. Королём Рима стал сын Наполеона и его второй жены Марии-Луизы Австрийской. После поражения в России Наполеон решил смягчить свои требования и заключить новый конкордат с Пием VII.
В январе 1814 года Наполеон приказал вывезти папу в Савону, однако его заключение длилось всего несколько недель — Наполеон отрёкся от престола 11 апреля того же года. Как только Пий вернулся в Рим, он сразу же восстановил инквизицию и Индекс запрещённых книг.

### Восстановление папского государства

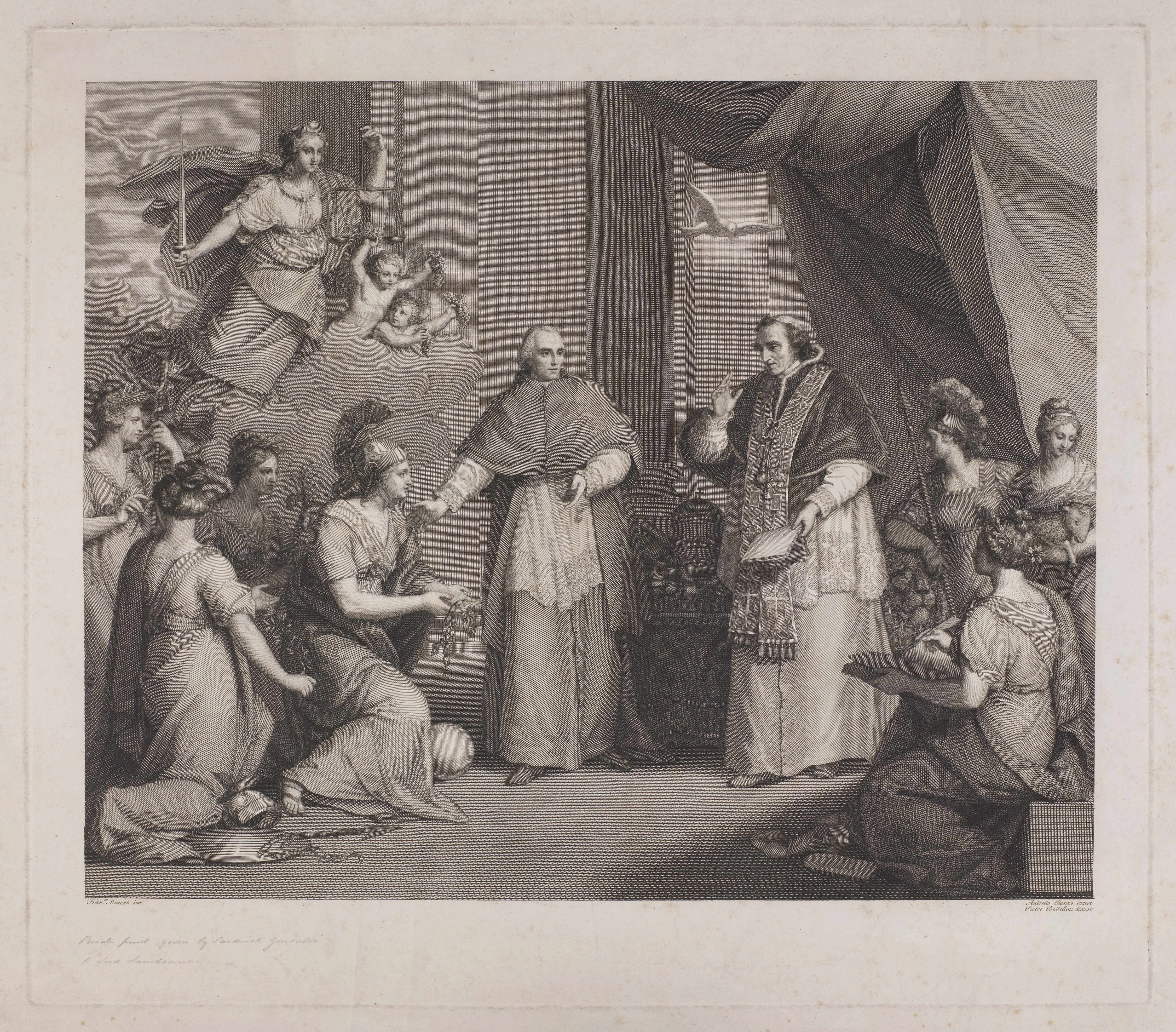
Пий VII и кардинал Консальви после восстановления Папского государства

На Венском конгрессе, собравшемся после падения Наполеона, кардинал Консальви снова добился признания папы главой папского государства и всего католического мира.
В 1814 году Пий VII восстановил орден иезуитов. До этого, в 1801 году по просьбе Павла I, Пий VII восстановил орден иезуитов в России. В последние годы его правления инициатива была в руках главным образом кардинала Консальви, который вёл дипломатические переговоры, обеспечивая апостольской столице возможность дальнейшего свободного руководства католической церковью. Однако дело не дошло до заключения нового конкордата с Францией, где вплоть до 1905 года действовали условия наполеоновского конкордата с добавлениями (так называемыми Органическими статьями), самовольно введёнными императором.

### Отношения с США
Пий поддержал Соединённые Штаты Америки в первой Берберийской войне против берберских пиратов, торговавших пленными христианами у южного побережья Средиземного моря. Он заявил, что Соединённые Штаты «сделали для дела христианства больше, чем самые могущественные державы христианского мира сделали за столетия».

### Осуждение ереси
3 июня 1816 года Пий VII осудил работы епископа Германоса Адама — апологета концилиаризма, подвергавшего сомнению авторитет папского престола.

## Смерть

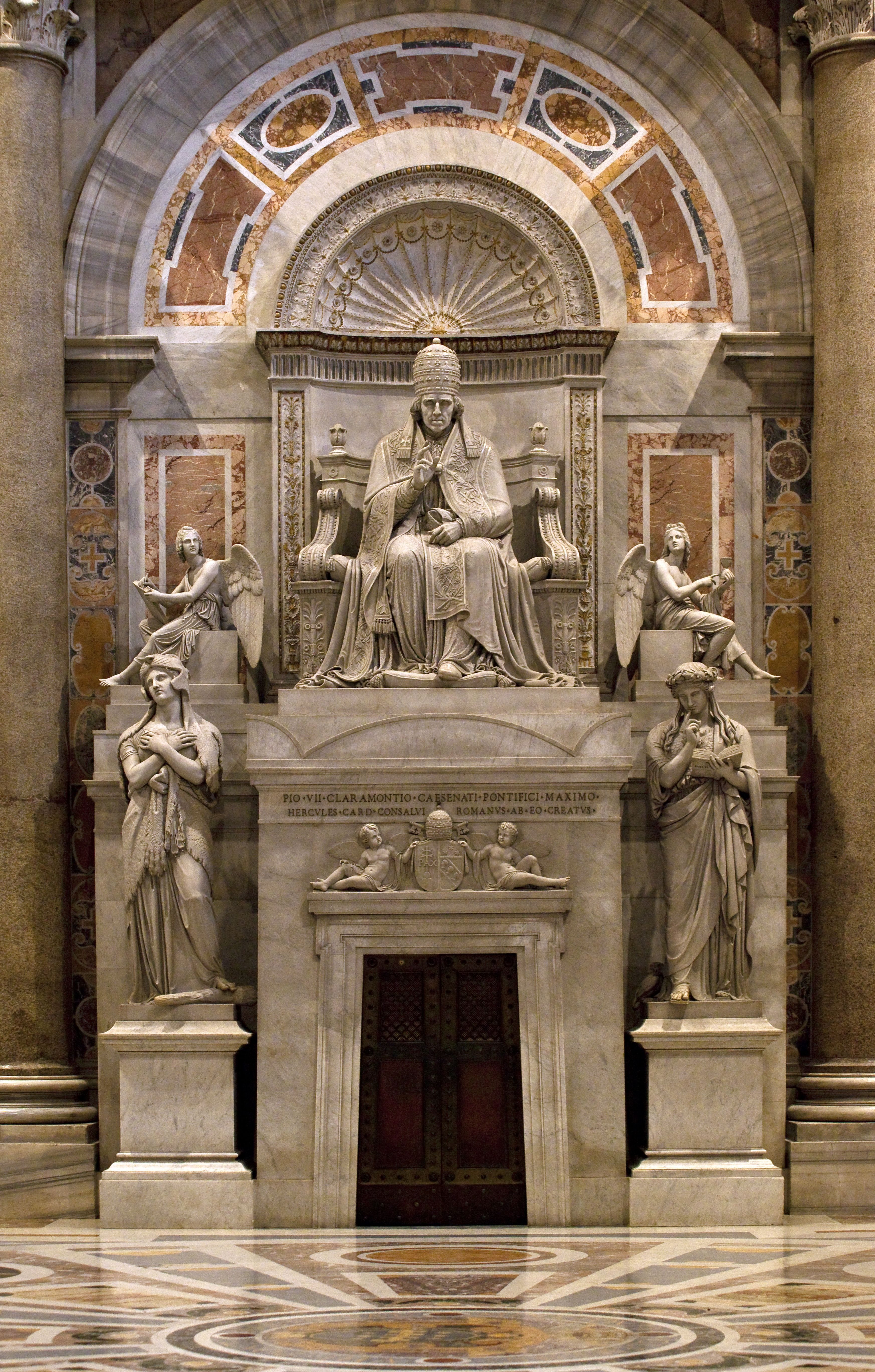
Гробница Пия VII в соборе Святого Петра

В 1822 году Пий достиг своего 80-летия, и его здоровье стало стремительно ухудшаться. 6 июля 1823 года он сломал шейку бедра в результате падения в папских апартаментах и с этого времени был прикован к постели. Он скончался 20 августа и был похоронен в гробнице в базилике Святого Петра.

## Беатификация
15 августа 2007 года Святейший Престол известил епархию Савона-Ноли, что Папа Бенедикт XVI «Nihil obstat» («ничего не имеет против») беатификации покойного Пия VII. Ныне он имеет звание Слуга Божий.

## Образ в кинематографе
- «Дезире: любовь императора Франции[англ.]» (США, 1954) — актёр Джордж Леонард
- «Наполеон: путь к вершине» (Франция, Италия, 1955) — актёр Джино Антонини
- «Битва при Аустерлице» (Франция, Италия, Югославия, 1960) — актёр Витторио де Сика
- «Маркиз дель Грилло» (Италия, Франция, 1981) — актёр Паоло Стоппа